# Kieran Richardson
Kieran Edward Richardson (Greenwich, London, 1984. október 21. –) angol labdarúgó. Bal szélsőként és középpályásként is bevethető volt, néha balhátvédként is pályára lépett. A West Ham United csapatában kezdte karrierjét, majd pályafutása hátralévő részében a Manchester United, a Sunderland, a Fulham, a Aston Villa és a Cardiff City csapataiban játszott. Nyolcszoros angol válogatott volt.

## Pályafutása

### Kezdeti évek
Richardson a Riverston Independent Day School magániskolába járt. A Parkwood Általános Iskolában kezdett futballozni, tehetségére már akkor felfigyeltek. Az iskola csapatának kapitánya volt és az Arsenalhoz is meghívták edzeni. Ezután a West Ham Unitedhez került, ahol a profi csapattal is tréningezhetett. Mielőtt még bemutatkozhatott volna a londoni csapatban, leigazolta a Manchester United.

### Manchester United
Első szezonjában Richardson állandó tagjává vált a United tartalék csapatának. A felnőtt keretben a 42-es számú mezt kapta meg, de ekkor még nem léphetett pályára a profik között.
2002 nyarán ő is részt vett a csapat felkészülési túráján. Tétmeccsen 2002. október 23-án mutatkozhatott be egy Olimbiakósz elleni Bajnokok Ligája-meccsen. November 5-én első gólját is megszerezte az első csapatban a Leicester City ellen a Ligakupában. A 2002/03-as szezonban összesen kilencszer lépett pályára a Manchester Unitedben és egy gólt szerzett. Abban is nagy szerepe volt, hogy klubja ificsapata megnyerte az FA Youth Cup-ot.
A 2003/04-es idényben Richardson megkapta a 23-as számú mezt és valószínűnek tűnt, hogy nagyobb szerephez jut majd, mint korábban. Az évad során azonban mindössze három FA Kupa-meccsen kapott lehetőséget. A következő szezon első felében kilencszer szavazott bizalmat neki a csapat vezetése és szerzett is egy gólt. 2005 januárjában Sir Alex Ferguson úgy döntött, kölcsönadja Richardsont egy kisebb klubnak, hogy tapasztalatot gyűjtsön.
A Norwich Cityvel is szóba hozták, de végül a West Bromwich Albionhoz került. A United-játékos, Bryan Robson vezetése alatt hamar berobbant a birminghamiek első csapatába. Richardson is részese volt a WBA nagy megmenekülésének a szezon végén. A csapat úgy maradt bent, hogy az idény utolsó napján a tabella alján helyezkedtek el.
A 2005/06-os szezon elején a West Bromwich megpróbálta ismét kölcsönvenni Richardsont, de ő úgy döntött, a Manchester Unitednél marad és megpróbál bekerülni az első csapatba. 2005 szeptemberében a kezdőbe is bekerült, amikor balhátvédként kellett pályára lépnie a sérült Gabriel Heinze helyén. Hamar visszatért a középpályára, ahol rendre jól teljesített. Októberben, 21. születésnapjára egy új, négy évre szóló szerződést kapott a Unitedtől. A szezonban minden sorozatot egybevéve 36-szor kapott lehetőséget és hat gólt lőtt.
A következő idényben Richardson leginkább a Ligakupában és az FA Kupában kapott lehetőséget. A Crewe Alexandra elleni Ligakupa-meccsen rosszul szerepelt a United, amiért Richardson is kapott kritikákat. Később a Watford ellen gólt szerzett az FA Kupa elődöntőjében. Lustasága és arrogáns viselkedése miatt gyakran bírálták a szurkolók.

### Sunderland
2007. július 16-án a Sunderland ismeretlen összeg fejében leigazolta Richardsont. Meg nem erősített hírek szerint a vételár 5,5 millió font körül volt. Négyéves szerződést kötött a Fekete Macskákkal, ahol ismét együtt dolgozhatott Roy Keane-nel. Nem sokkal leigazolása után gerincsérülést szenvedett, ami miatt majdnem négy hónapig nem játszhatott.
Első gólját 2007. december 29-én szerezte, egy Bolton Wanderers elleni találkozón. Néhány héttel később a Portsmouth ellen két gólt lőtt. Mesterhármast is szerezhetett volna, de a felső lécet találta el. 2008. augusztus 23-án a Tottenham Hotspur ellen is betalált, a meccsen végül 2-1-re nyert csapata. Ő szerezte a Newcastle United elleni rangadó győztes találatát szabadrúgásból. 2009 januárjában a Bolton Wanderersszel és a Newcastle Uniteddel is szóba hozták, de a menedzser, Ricky Sbragia kijelentette, Richardson nem eladó.

## Válogatott
Richardsont a West Bromwich Albionnál töltött ideje alatt, 2005. február 8-án hívták be először az U21-es angol válogatottba, Hollandia ellen. Szintén a West Bromwichban mutatott teljesítménye elismeréseképpen a 2004/05-ös szezon végén a felnőtt válogatottba is behívták. Az USA elleni meccsen két gólt is szerzett, egyet szabadrúgásból. A meccs után az akkori szövetségi kapitány, Sven-Göran Eriksson fantasztikusnak nevezte Richardson debütálását. Később Kolumbia ellen is lehetőséghez jutott.
Ezután Richardson visszatért az U21-es csapat keretébe, mely Franciaországgal játszott rájátszást a 2006-os U21-es Eb-re való kijutásért. Az angolok végül kikaptak, a döntő gólt büntetőből lőtték a franciák, miután Richardson szabálytalankodott Lassana Diarrával szemben.
Ezután ismét lehetőséget kapott a felnőtt válogatottnál egy Wales és egy Ausztria elleni Vb-selejtezőn. A 2006-os Vb-n azonban nem vehetett részt.
A 2006/07-es szezon során az új szövetségi kapitánytól, Steve McClarentől is kapott néhány lehetőséget és az U21-es csapatban is játszhatott a 2007-es U21-es Eb végéig.

## Sikerei, díjai

### Manchester United
- Premier League
  - Bajnok: 2006/07
  - Második: 2005/06
- FA Kupa
  - Döntős: 2006/07
- Ligakupa
  - Győztes: 2005/06
- FA Community Shield
  - Győztes: 2003
  - Döntős: 2004

## Külső hivatkozások
- Kieran Richardson pályafutásának statisztikái a Soccerbase oldalon (angolul)

- Kieran Richardson adatlapja a Sunderland honlapján
- Kieran Richardson adatlapja a TheFA.com-on